# Karl-Heinz Reinfandt

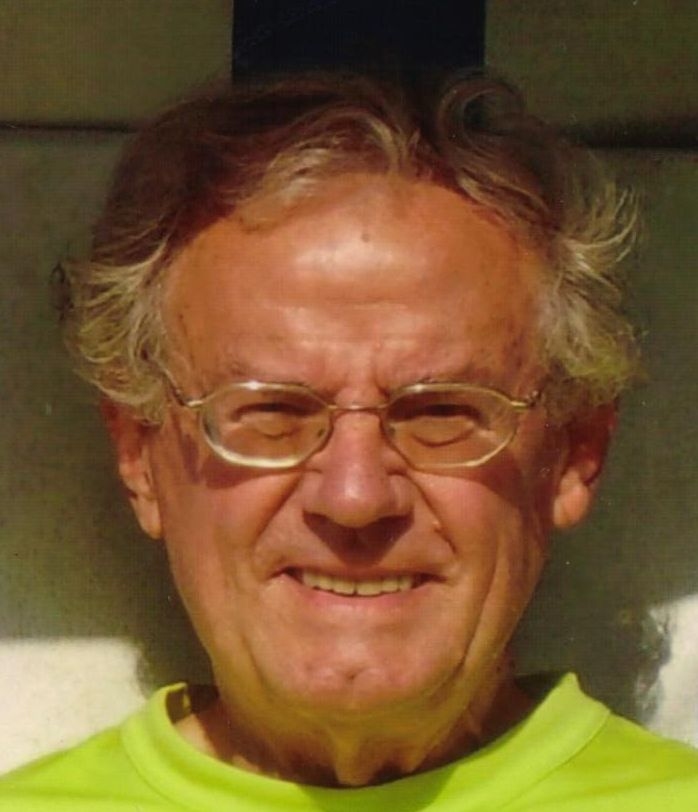
Karl-Heinz Reinfandt (2007)

Karl-Heinz Reinfandt (* 7. Juli 1932 in Danzig; † 20. März 2023 in Kiel) war ein deutscher Musikwissenschaftler und Musikpädagoge in Kiel.

## Biographie
Karl-Heinz Reinfandt studierte von 1953 bis 1955 an der Pädagogischen Hochschule in Flensburg (Musik und Deutsch). Anschließend arbeitete er an verschiedenen Grund- und Hauptschulen sowie Realschulen in Schleswig-Holstein. 1958 nahm er erneut ein Studium auf, diesmal der Schul- und Kirchenmusik an der Musikhochschule Hamburg und der Fächer Musikwissenschaft, Literaturwissenschaft und Erziehungswissenschaft an den Universitäten in Hamburg und Kiel, welches er 1966 mit der Promotion abschloss („Das Verhältnis von Text und Stimmgattung in der deutschen evangelischen Kirchenmusik der Barockzeit“; Betreuer: Kurt Gudewill). Von 1963 bis 1968 trat er erneut als Studienrat in den Schuldienst an verschiedenen Gymnasien in Kiel und Wyk auf Föhr.
Zugleich blieb Karl-Heinz Reinfandt eng mit der Pädagogischen Hochschule in Kiel verbunden: Nachdem er schon von 1963 bis 1966 einen Lehrauftrag für Gesang wahrgenommen hatte, trat er von 1968 bis 1971 eine Dozentur für Musik und ihre Didaktik ebendort an. 1971 erfolgte der Ruf auf eine Professur (C3) für Musikdidaktik und Musikwissenschaft an der Pädagogischen Hochschule Kiel, 1983 der Ruf (C4) zum Direktor des Instituts ebendort. Nach der Überleitung der Pädagogischen Hochschule in die Christian-Albrechts-Universität zu Kiel wurde Karl-Heinz Reinfandt Direktor des Instituts für Ästhetische Bildung der Universität Kiel. Von 1995 bis zu seiner Emeritierung 1997 nahm Karl-Heinz Reinfandt darüber hinaus auch Gastprofessuren an der Hochschule für Musik und Theater Rostock und an der Universität Flensburg wahr.
Karl-Heinz Reinfandt war der Vater des Anglisten Christoph Reinfandt.

## Lehr- und Unterrichtstätigkeit
Neben Lehre und Forschung an der Pädagogischen Hochschule in Kiel und der Universität Kiel war Karl-Heinz Reinfandt seit den 1970er Jahren auch als Musikpädagoge in der Öffentlichkeit tätig. Im Rahmen der Familien- und Erwachsenenbildung hat er sich dabei vor allem seit der Emeritierung 1997 verstärkt in der Weiterbildung für Erwachsene betätigt (er unterrichtete zuletzt im Rahmen des „Kontaktstudiums nach Beruf und Familie“ an der Universität Kiel und hielt regelmäßige Vorträge für die Schleswig-Holsteinische Universitätsgesellschaft).
Karl-Heinz Reinfandt war Mitbegründer des Landesmusikrats in Schleswig-Holstein und Vorstandsmitglied im Arbeitskreis Musik in der Jugend (AMJ). Darüber hinaus hat er sich seit den 1970er Jahren durch eine intensive Tätigkeit als Chor- und Orchesterleiter (Deutsch-Skandinavische Musikwochen in Schleswig-Holstein; Europa Cantat) sowie als Kantor und Organist hervorgetan. Ein besonderer Schwerpunkt in den 1980er Jahren waren die von ihm initiierten und geleiteten jährlichen Familienmusikwochen, die bis 1991 in der Heimvolkshochschule (heute: Nordsee Akademie) in Leck (Schleswig-Holstein) stattfanden.

## Forschungsschwerpunkte
- Curriculare Reform des Musikunterrichts
- Musikerziehung im außerschulischen Bereich
- Didaktik der Neuen Musik
- Weiterbildung für Erwachsene

## Schriften
- Die Jugendmusikbewegung. Impulse und Wirkungen (Hg.), Wolfenbüttel 1987.
- „Tätige Teilnahme an der Musik“ als erzieherischer Auftrag. Zum Praxis – Bezug und zur Verwirklichung von Jödes Reformkonzept im Musikunterricht, in: Jugendbewegungen und Musikpädagogik, Sitzungsbericht der Wissenschaftlichen Sozietät Musikpädagogik, hg. von Sigrid Abel-Struth, Mainz 1987, S. 111–133.
- Fritz Jödes Wirken während der Zeit des Dritten Reiches, in: Fritz Jöde – Ein Beitrag zur Geschichte der Musikpädagogik des 20. Jahrhunderts, hg. von Hildegard Krützfeldt – Junker, (Musik im Diskurs 5), Regensburg 1988, S. 115–130.
- Musik in der Eltern – und Familienbildung, am Beispiel Schleswig-Holstein, in: Musikalische Erwachsenenbildung, Grundzüge – Entwicklungen, Perspektiven, hg. von Gerd Holtmeyer, Regensburg 1989, S. 237–244.
- Warum singen wir im Unterricht ? Umrisse einer künftigen Singedidaktik, in: Aspekte gegenwärtiger Musikpädagogik. Ein Fach im Umbruch, hg. von Wulf Dieter Lugert und Volker Schütz, Stuttgart 1991, S. 149–158.
- Lebenswelt und Gesangsunterricht als Forschungsgegenstand, in: Musikpädagogische Forschungsberichte 1994. hg. von Heiner Gembris u. a., Augsburg 1995, (Forum Musikpädagogik 13), S. 187–193.
- Verzweiflung und Hoffnung. Arnold Schönberg: „Ein Überlebender aus Warschau“, in: Musikvermittlung, hg. von Reinhard Schneider, (Musik im Diskurs 11), Regensburg 1995, S. 117–126.
- Kunst und ästhetische Bildung in der modernen Welt – wir brauchen eine neue Ästhetik, in: Ästhetik in der kulturellen Bildung, Remscheid 1997, (Schriftenreihe der Bundesvereinigung Kulturelle Jugendbildung 41), S. 59–65.
- Zum Kunstanspruch atonaler Musik, in: Systematische Musikpädagogik, hg. von Martin Pfeffer u. a., (Forum Musikpädagogik 34), Augsburg 1998, S. 451–460.
- Verein der Musikfreunde. Ein Kieler Konzertleben. Zusammen mit Selke Harten-Strehk und Oliver Kopf, hg. von Wolfgang Schmöe, Kiel 2001.
- „Nur durch Töne Sagbares“: Zur Vermittlung der Wahrheit von Anton Weberns „Sechs Stücke für Orchester op. 6“, in: In Sachen Musikpädagogik. Aspekte und Positionen, hg. von Stephan Hörmann u. a., Frankfurt am Main 2003, S. 317–327.